# Rafael Diserio
 Rafael Diserio fue un actor de cine y teatro que nació en Argentina y falleció en 1967 tras una extensa carrera profesional en su país.

## Carrera profesional
En teatro, en 1934 participó de la obra El diablo metió la cola, junto a Mario Soffici, Ernesto Raquén, Francisco Petrone, Luis Mendoza, Yola Grete y Graciliano Batista.
En 1936 trabajó  en El santo de Roberto Brocco, con la Compañía de Orestes Caviglia, con Fausto Etchegoin, Dora Martínez y Francisco Petrone.
En 1947 actuó en la obra teatral La rosa azul, de Eduardo Borrás, en el teatro Empire acompañando a Luisa Vehil, Elina Colomer, Ernesto Bianco, Juan Vehil, Hugo Pimentel, Samuel Sanda y Susana Canales, con la dirección de Antonio Cunill Cabanellas.
En 1962 actuó en la obra teatral Las buenas personas, de Alfonso Paso, en el teatro Florida acompañando a Ricardo Castro Ríos, María de la Concepción Ramírez, María Maristany, Jacinto Herrera, Salvador Montserrat, Teresa Serrador y José María Vilches, con la dirección de Manuel Benítez Sánchez Cortés.
En cine registra una extensa filmografía, en muchos casos representando profesionales de alto nivel social, como el funcionario de Detrás de un largo muro (1958) y el médico de La patota (1960).

## Filmografía
Actor
- ¿Quiere casarse conmigo?   (1967)
- Todo sol es amargo   (1966)
- Muchachos impacientes   (1966)
- De profesión sospechosos   (1966)
- Vacaciones en la Argentina   (1966) (filmada en 1961)
- Los hipócritas   (1965) …Sr. Borello
- La pérgola de las flores   (1965)
- Ritmo nuevo y vieja ola   (1965)
- El reñidero   (1965)…Hombre en velorio
- Un italiano en la Argentina   (1965)
- Canuto Cañete, detective privado   (1965)…Hombre en fábrica
- Las mujeres los prefieren tontos   (1964)
- El gordo Villanueva   (1964)
- Los evadidos   (1964) …Carcelero 3
- Placeres conyugales   (1963)
- Lindor Covas, el cimarrón   (1963)
- Delito   (1962) …Mucamo
- Hombre de la esquina rosada   (1962)…Carrero
- Mi Buenos Aires querido   (1961)
- Alias Gardelito   (1961)
- Plaza Huincul (Pozo uno)   (1960)
- La procesión   (1960)
- Sábado a la noche, cine   (1960)
- Obras maestras del terror   (1960) (episodio El extraño caso del señor Valdemar )
- La patota   (1960) …Médico
- Todo el año es Navidad   (1960)
- Gringalet   (1959)
- Mi esqueleto   (1959)
- La hermosa mentira   (1958)
- Detrás de un largo muro   (1958) …Funcionario
- Sección desaparecidos   (1958) …Hombre en yate
- El jefe   (1958) …Sr. Gramajo
- El ángel de España   (1958)
- Procesado 1040   (1958) …Vicente
- El calavera   (1958)
- Socios para la aventura   (1958)
- El primer beso   (1958)
- El hombre que hizo el milagro  (1958)
- La morocha   (1958) (filmada en 1955) …Comprador de piano
- Amor prohibido   (1958) (filmada en 1955)
- La despedida   (1957)
- Cinco gallinas y el cielo   (1957)
- Las campanas de Teresa   (1957)
- Una viuda difícil   (1957)
- La pícara soñadora   (1956)
- Novia para dos   (1956)
- Más allá del olvido   (1956)
- Cubitos de hielo   (1956)
- Después del silencio   (1956) …Policía 2
- Alejandra   (1956)
- El tango en París   (1956)
- El amor nunca muere   (1955)
- Cuando los duendes cazan perdices   (1955)
- Un novio para Laura   (1955)
- Pájaros de cristal   (1955)
- Para vestir santos   (1955)
- Requiebro   (1955)
- El millonario   (1955)
- El hombre que debía una muerte   (1955) …Médico 2
- Mi marido y mi novio   (1955)
- El barro humano   (1955) …Secretario del tribunal
- Más allá del olvido   (1955)
- El grito sagrado   (1952)
- La calle del pecado   (1952)
- La edad del amor   (1954)
- Somos todos inquilinos   (1954)
- Sucedió en Buenos Aires   (1954) …Policía
- El calavera   (1954)
- La mujer de las camelias   (1953)
- Uéi Paesano   (1953)
- Ellos nos hicieron así   (1953)
- Del otro lado del puente   (1953) …Comisario
- Fin de mes   (1953)
- La Parda Flora   (1952)
- La patrulla chiflada   (1952)
- Vuelva el primero!   (1952)
- Vigilantes y ladrones   (1952) …Profesor 2 en mesa examinadora
- El infortunado Fortunato   (1952)
- Ésta es mi vida   (1952)
- ¡Qué rico el mambo!    (1952)
- No abras nunca esa puerta (1952) (episodio El pájaro cantor vuelve al hogar)
- Derecho viejo   (1951)
- El extraño caso del hombre y la bestia   (1951)
- La orquídea   (1951)
- Vivir un instante   (1951) …Comprador
- Cosas de mujer   (1951)
- Escándalo nocturno   (1951)
- El pendiente   (1951) …Lavador de autos
- El otro yo de Marcela   (1950)
- Esposa último modelo   (1950)
- Marihuana   (1950) …Dueño de boîte
- Piantadino   (1950)
- Toscanito y los detectives   (1950) …Gerente de banco
- Alma de bohemio   (1949)
- Mujeres que bailan   (1949) …Hombre en hotel
- Danza del fuego   (1949)
- La Rubia Mireya   (1948) …Diputado 2
- Celos   (1946) …Médico
- Adiós pampa mía   (1946)
- Cinco besos   (1946)
- Cuando la primavera se equivoca   (1944)
- Ven... mi corazón te llama   (1942) …Hombre en boite
- Historia de crímenes   (1942) …Policía
- Ceniza al viento   (1942)